# Gabriel Mälesskircher
Gabriel Mälesskircher, Gabriel Mäleßkircher (ur. ok. 1425–1430; zm. 5 lutego 1495) – niemiecki malarz, aktywny w drugiej połowie XV wieku w południowej Bawarii i w Monachium.

## Życiorys
Pierwsze wzmianki o malarzu pochodzą z 1461 roku, z Monachium, gdzie był przewodniczącym tamtejszej gildii św. Łukasza. Od 1469 był członkiem Rady Miasta, a od 1585 roku pełnił funkcje zastępcy burmistrza. W 1485 roku zakupił zamek Kempfenhausen nad jeziorem Starnberg. Prawdopodobnie był żonaty z siostrą opata z Tegernsee, Konrada Ayrenschmalza.

## Działalność artystyczna

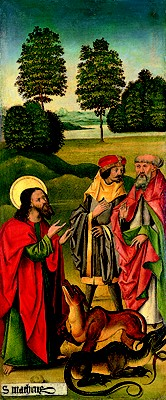
Cud świętego Mateusza, który poskromił smoki

Wraz z innym malarzem, Gabrielem Anglerem uważany był za przedstawiciela drugiej monachijskiej szkoły malarskiej. Posiadał własny duży warsztat artystyczny, który po jego śmieci prowadzony był przez jego syna Kacpra. W pracowni, jako starszy czeladnik pracował u Michaela Wolgemuta, tworząc miniaturę - portret cesarza Ludwika Bawarskiego. Dla benedyktyńskiego klasztoru św. Kwiryna w Tegernsee wykonał cykl trzynastu dużych obrazów ołtarzowych i dwa małe, poświęconych Madonnie oraz świętym i męczennikom. W Muzeum Thyssen-Bornemisza znajduje osiem zachowanych obrazów. Pierwsze cztery przedstawiają Ewangelistów z ich atrybutami; pozostałe cztery przedstawiają sceny z ich życia: Łukasz malujący Madonnę, Mateusz oswaja smoki, Jan powiązany jest z cudem Hostii, Marek ukazany został jako męczennik. W obrazach zauważyć można wpływ sztuki niderlandzkiej, zwłaszcza w sposobie ukazania szczegółów; postacie przedstawiał we wnętrzach wypełnionymi elementami martwej natury. Z jego prac i doświadczeń czerpali malarze bawarscy następnej generacji.
 Gabriel Mälesskircher pracował również dla klasztorów w Raitenhaslach i Rottenbuch. Zmarł w wyniku zarazy w 1495 roku.